# 調査報告 チェルノブイリ被害の全貌
『調査報告 チェルノブイリ被害の全貌』（ちょうさほうこく チェルノブイリひがいのぜんぼう）は、チェルノブイリ原子力発電所事故の影響について、ロシアの科学者アレクセイ・ヤブロコフを中心とする研究グループが2007年にロシア語でまとめた報告書であり、2013年に日本語版が出版された。

## 概要
ロシアの科学者アレクセイ・ヤブロコフ、ワシリー・ネステレンコ、アレクセイ・ネステレンコは、2007年に報告書『チェルノブイリ：大惨事が人びとと環境におよぼした影響』（ЧЕРНОБЫЛЬ: Последствия Катастрофы для человека и природы）をまとめた。これは、多年にわたる調査研究と、英語や、ロシア・ウクライナ・ベラルーシなどスラブ系の諸言語の記録・文献5000件以上の資料をもとに、同事故による被害の全貌を示すデータを系統的に呈示したものであった。事故による死者数は1986年から2004年の間で少なくとも98万5000人と推計している。
2009年、放射線と公衆衛生プロジェクトのメンバーでもある医師のジャネット・シャーマン（Janette D. Sherman）の編集で、ニューヨーク科学アカデミー（en:New York Academy of Sciences）より英語版（Chernobyl: Consequences of the Catastrophe for People and the Environment）が出版された。
2011年4月より、作家・翻訳家の星川淳によって「チェルノブイリ被害実態レポート翻訳プロジェクト」がつくられ、日本語への翻訳作業と暫定訳公開がすすめられて、事故27周年にあたる2013年4月26日、岩波書店より標記の題名で刊行された。

## 批評
この報告書がニューヨーク科学アカデミーで英語版として発表された際には査読をされていない。発表後5人の独立した研究者によって報告の正当性が精査されたが、いずれも好意的な評価は得られていない。そこでは主に統計的手法に批判が集中している。例えば放射線の健康被害を説明するための図表には多くの矛盾点が含まれ、データから導かれる論理的な説明は行われていない。そのためこの報告書は科学的根拠が薄弱であり、事故の犠牲者数は過大評価されていると結論付けられている。

## 構成
- はじめに：チェルノブイリに関する厄介な真実
- 第1章　チェルノブイリの汚染：概観
  - 第1節　時間と空間を通じてのチェルノブイリの汚染
- 第2章　公衆衛生のためのチェルノブイリ事故の影響
  - 第2節 チェルノブイリの公衆衛生への影響：いくつかの手法上の問題
  - 第3節 チェルノブイリ事故後の一般的な罹患率、機能障害、能力障害
  - 第4節 チェルノブイリ事故の影響による老化の加速
  - 第5節 チェルノブイリ事故後の非悪性疾患
    - 第1項　血液およびリンパ系の疾患
    - 第2項　遺伝的変化
    - 第3項　内分泌系の疾患
      - 第1目　内分泌系の見直し - P.78
      - 第2目　甲状腺機能障害 - P.83（「チェルノブイリ笹川プロジェクト」の報告[8]を含む）
      - 第3目　結論 - P.86

    - 第4項　免疫系の疾患
    - 第5項　呼吸器系の疾患
    - 第6項　尿生殖路疾患と生殖障害
    - 第7項　骨と筋肉の疾患
    - 第8項　神経系の疾患や感覚器官と精神的健康への影響力
    - 第9項　消化器系や内臓疾患
    - 第10項　チェルノブイリ大惨事と関連する皮膚疾患
    - 第11項　感染症や寄生寄生虫
    - 第12項　先天性奇形
    - 第13項　その他の疾患
    - 第14項　結論

  - 第6節 チェルノブイリ事故後の腫瘍学的疾患
  - 第7節 チェルノブイリ事故後の死亡
  - 第2章のまとめ
- 第3章 環境におけるチェルノブイリ事故の影響
  - 第8節 チェルノブイリ後の大気、水、土壌の汚染
  - 第9節 植物相におけるチェルノブイリの放射線の影響
  - 第10節 動物相におけるチェルノブイリの放射線の影響
  - 第11節 微生物相におけるチェルノブイリの放射線の影響
  - 第3章のまとめ
- 第4章 チェルノブイリ事故後の放射線防護
  - 第12節 食物と人間へのチェルノブイリの放射能汚染
  - 第13節 チェルノブイリの放射性核種を除去する
  - 第14節 チェルノブイリの放射能汚染地域での活動のための保護対策
  - 第15節 23年後におけるチェルノブイリ事故が公衆衛生と環境におよぼした影響
  - 第4章のまとめ[9]